# Commission PEON
La commission Production d'électricité d'origine nucléaire ou commission PEON est une commission consultative auprès du gouvernement français, instituée par un arrêté ministériel en 1955 afin d'évaluer les coûts liés à la construction de réacteurs nucléaires.
La Commission PEON est composée d’une part de représentants de l’administration (ministères de l’Industrie, de l’Environnement et de l’Économie, Commissariat général du Plan), d’autre part de représentants de la recherche (CEA), de l’industrie (EDF, constructeurs : Alsthom, Empain-Schneider, Péchiney-Ugine-Kuhlman, Saint-Gobain Pont-à-Mousson), etc.
Dans les années 1960, la commission PEON arbitre le choix des filières de réacteurs nucléaires : le Commissariat à l'énergie atomique (CEA) préconise alors la filière à l'uranium non enrichi UNGG et Electricité de France (EDF) souhaite développer la filière américaine à l'uranium enrichi des réacteurs à eau pressurisée (REP). En novembre 1969, après que le  général de Gaulle ait soutenu la filière UNGG pendant une vingtaine d'années, le président Georges Pompidou annonce le choix définitif de la filière américaine des réacteurs à eau, officiellement pour des motifs économiques.
Elle joua un rôle primordial dans les choix du programme électronucléaire français à partir de 1973, date à laquelle Pierre Messmer alors Premier ministre de Georges Pompidou, adopte la stratégie électronucléaire de la commission PEON. Le Plan Messmer prévoit alors de construire 4 à 6 réacteurs par an jusqu’en 1985, et parallèlement, EDF  envisage dans le même temps d’équiper environ trois millions d’habitats en chauffage électrique. 

## Critiques
Cette commission est souvent critiquée pour sa composition qui ne permettait pas/peu de critiques sur le nucléaire. Une émission du programme "arrêt sur image" a ainsi (entre autres) démontré le rôle majeur de cette commission dans le déploiement massif du nucléaire en France.

## Membres
- Président de la commission 
  - M. Jean Couture, secrétaire général de l'Énergie, remplacé par Jean Blancard en 1973

- Membres de droit
  - L'administrateur général délégué du commissariat à l'Énergie atomique (M. André Giraud).
  - Le haut commissaire à l'Énergie atomique (M. Jacques Yvon).
  - Le secrétaire général de l'Énergie (M. Couture).
  - Le commissaire général du Plan d'équipement et de la Productivité (M. Montjoie).
  - Le directeur du Gaz, de l'Électricité et du Charbon (M. Malegarie).
  - Le directeur des Industries chimiques, textiles et diverses (M. Rauline).
  - Le directeur de la Construction mécanique et électrique et de l'Électronique (M. Colonna).
  - Le directeur général d'Électricité de France (M. Marcel Boiteux).
  - Le directeur de l'équipement d'Électricité de France (M. Guilhamon).
  - Le directeur des Piles atomiques du commissariat à l'Énergie atomique (M. Jules Horowitz).

- Membres nommés pour 4 ans (au 1er décembre 1970)[7]
  - M. Aicardi, secrétaire général au commissariat général du Plan.
  - M. Baumgartner, président-directeur général d'Hispano-Alsacienne.
  - M. Blancard, vice-président du Conseil général des mines, délégué ministériel pour l'Armement.
  - M. Buchalet, administrateur délégué aux questions nucléaires de Schneider S.A.
  - M. Chevrier, directeur général adjoint d'Électricité de France.
  - M. Danzin, vice-président-directeur général de Thomson CSF.
  - M. Dejou, directeur des études et recherches d'Électricité de France.
  - M. Destival, rapporteur général de la commission de l'Énergie au commissariat général du Plan.
  - M. Favier, conseiller maître à la Cour des comptes.
  - M. Glasser, président-directeur général de la société Alsthom.
  - M. Jouven, président-directeur général de Pechiney.
  - M. Koch, administrateur-directeur général de la Compagnie électromécanique.
  - M. de La Genière, directeur du Budget au ministère de l'Économie et des Finances.
  - M. de Lalande de Calan, président de la société Babcock et Wilcox.
  - M. Larre, directeur du Trésor au ministère de l'Économie et des Finances.
  - M. Jacques Mabile, directeur des Productions au commissariat à l'Énergie atomique
  - M. Malcor, président-directeur général de la compagnie Creusot-Loire (groupes Marine-Schneider).
  - M. Moch, vice-président de l'ERAP.
  - M. Pascal, directeur administratif du commissariat à l'Énergie atomique.
  - M. Roux, vice-président du Conseil national du patronat français.
  - M, Serise, directeur de la Prévision au ministère de l'Économie et des Finances.

- Membres nommés, au 31 décembre 1975[8]
  - M. Aicardi, secrétaire général au commissariat général du Plan d'équipement et de la productivité.
  - M. Capoulade, directeur général adjoint de la Compagnie française de raffinage.
  - M. Chevrier, directeur général adjoint d'Électricité de France.
  - M. Dejou, directeur des études et recherches d'Électricité de France.
  - M. Destival, ingénieur en chef des Mines au commissariat général du Plan d'équipement et de la productivité.
  - M. Fauroux, directeur général adjoint de la société Saint-Gobain Pont-à-Mousson.
  - M. Koch, vice-président-directeur général de la Compagnie électromécanique.
  - M. de La Genière , sous-gouverneur de la Banque de France.
  - M. Leny, directeur général de la société Framatome.
  - M. Prudhomme, professeur à l'Institut d'urbanisme de l'université Paris-Val-de-Marne.
  - M. Roux, président-directeur général de la Compagnie générale d'électricité.
  - M. Schulz, président-directeur général de la société Alsthom.
  - M. Taranger, directeur des productions au commissariat à l'Énergie atomique.
  - M. Thomas, président-directeur général de la société Pechiney-Ugine-Kuhlmann.
  - M. Vendryes, délégué à la mission Applications industrielles nucléaires au commissariat à l'Énergie atomique.
  - M. de Villemejane, directeur général de la société Imétal.

## Sources et références
1. ↑  « 3 - Le Nucléaire Civil Français : Tournant industriel [1970-1980] », sur echosciences-grenoble.fr (consulté le 13 juin 2023).
2. ↑  Du noyau atomique au réacteur nucléaire: La saga de la neutronique française - Paul Reuss, EDP Sciences - 256 pages
3. ↑  Philippe Simonnot, Les nucléocrates, Éd. Presses universitaires de Grenoble, 1978
4. ↑  « Comment la France est devenue nucléaire (et nucléocrate) », sur slate.fr, 6 avril 2011 (consulté le 29 juillet 2015).
5. ↑  « La commission PEON », sur dissident-media.org (consulté le 13 juin 2023).
6. ↑  « Nucléaire  : pourquoi ce long silence français - Par La rédaction / Arrêt sur images », sur Arrêt sur images (consulté le 25 septembre 2020).
7. ↑  Les Dossiers de l'énergie, ministère de l'Industrie et de la Recherche, 1970
8. ↑  Journal officiel du 28 janvier 1976, arrêté du ministre de l'Industrie et de la Recherche, en date du 31 décembre 1975.